# Salas de Garona
Salas de Garona (francès Salles-sur-Garonne) és un municipi francès del department de l'Alta Garona, a la regió Occitània.